# Shylock
Shylock è un personaggio della commedia Il mercante di Venezia di William Shakespeare, nella quale egli, un ebreo veneziano che svolge l'attività di usuraio, ricopre il ruolo di principale antagonista. La sua sconfitta e la conseguente conversione al Cristianesimo rappresentano il climax della storia.
Il personaggio di Shylock è da secoli al centro di due correnti di pensiero contrastanti: l'una che considera il personaggio come il classico cattivo frutto della cultura cristiano-occidentale dei tempi di Shakespeare, tradizionalmente anti-ebraica, l'altra che considera Shylock come una figura tragica e controcorrente, nata dall'intuito shakespeariano.

## Nell'opera

### Primo atto
Ne Il Mercante di Venezia, Shylock è un usuraio ebreo che viene interpellato da Bassanio, un gentiluomo veneziano, che necessita di un prestito in denaro per corteggiare Porzia, una ricca ereditiera di Belmonte. Bassanio, per rassicurare Shylock che il debito sarà onorato, usa come garante un ricco mercante veneziano, Antonio, suo caro amico. L'ebreo però resta dubbioso sapendo che le ricchezze di Antonio sono investite in operazioni rischiose che potrebbero fallire; alla fine però Shylock accetta chiedendo a Bassanio d'organizzare un incontro tra lui e Antonio.
Così i due si incontrano e, prima di iniziare a discutere, Shylock in un "a parte" confessa il suo odio per Antonio, dovuto all'usanza di quest'ultimo di prestare denaro gratuitamente, facendo abbassare i tassi d'interesse dell'usura a Venezia. Inoltre, lo disprezza per le continue calunnie e pubbliche umiliazioni che lui gli rivolge. L'incontro ha così inizio con Antonio che condanna Shylock per il suo mestiere d'usuraio e l'ebreo che ribatte giustificando il suo lavoro con una storia tratta dall'Antico Testamento. La conversazione prosegue e sembra che Shylock sia disposto a prestare a Bassanio 3000 ducati, da ripagare dopo tre mesi, avendo Antonio come garante.
Prima di concludere l'affare però l'ebreo chiede ad Antonio perché mai lui dovrebbe prestargli dei soldi, dopo che il mercante l'aveva ripetutamente condannato, ingiuriato e avergli sputato addosso mentre si trovavano entrambi a Rialto. Antonio allora gli risponde di non prestare loro il denaro come amici ma come nemici e in questo modo se il prestito non fosse stato rispettato, sarebbe stato più facile richiedere la penale. Così Shylock accetta e propone ad Antonio, per scherzo, che se il contratto non sarà onorato la penale sarà una libbra di carne da asportare dal corpo di Antonio; sentendo ciò, Bassanio cerca di far desistere Antonio ma, nonostante tutto, il mercante accetta, essendo sicuro di poter ripagare. Così i tre si separano dandosi appuntamento dal notaio, con Shylock che si dirige verso casa sua.

### Secondo atto

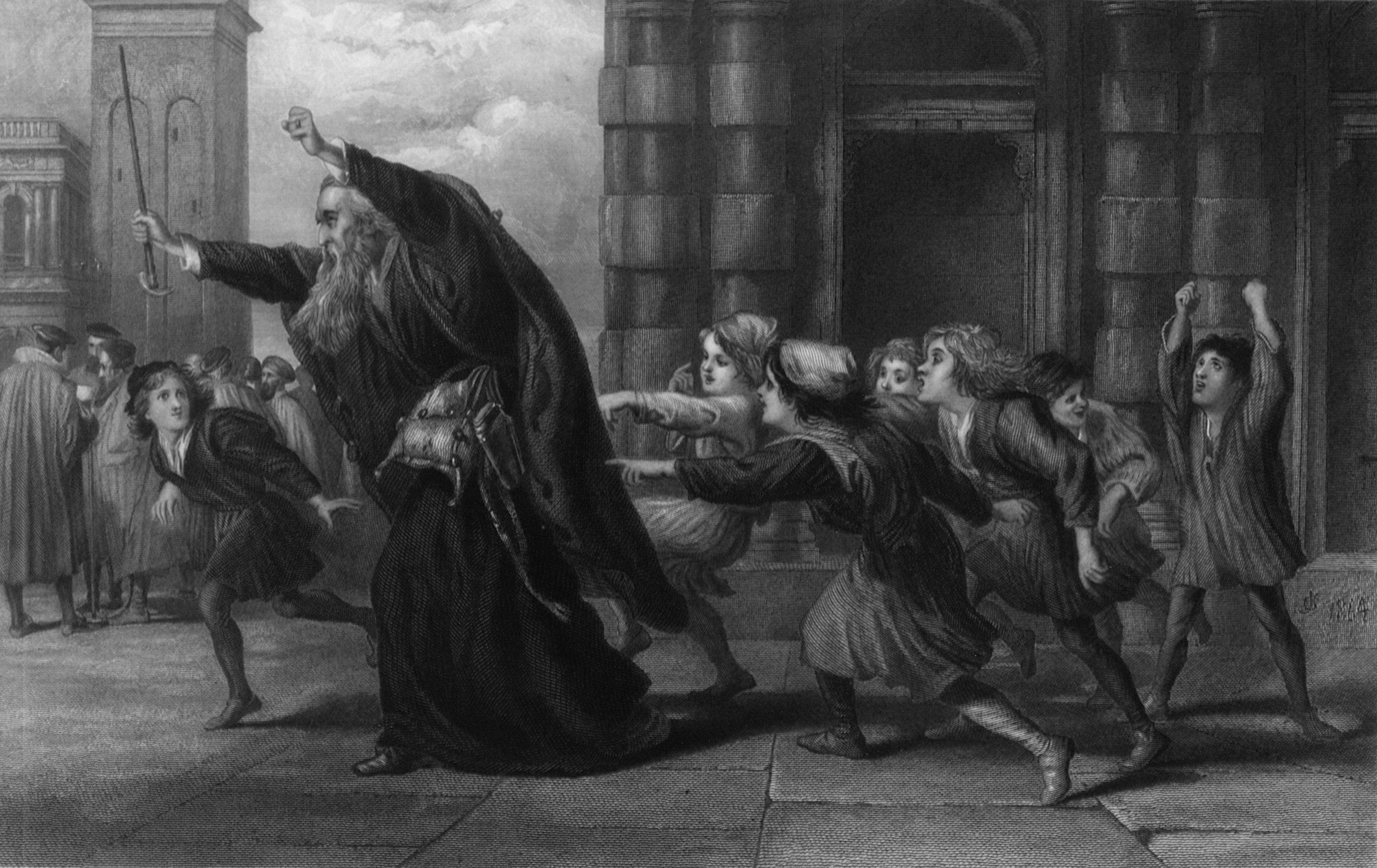
Shylock dopo il processo di John Gilbert (fine 1800), descrizione della VII scena del secondo atto che non è dopo il processo (Acquaforte)

Ritroviamo così Shylock davanti a casa sua intento a discutere con il suo servitore Lancillotto, il quale ha deciso di abbandonare Shylock a causa della sua crudeltà e della sua avarizia per divenire servitore di Bassanio; in questo stesso frangente Shylock informa sua figlia Jessica che quella sera sarebbe stato a cena fuori e perciò le impone di chiudersi in casa serrando le finestre, dato che Lancillotto aveva detto loro che quella notte per strada ci sarebbero state delle mascherate in occasione del Carnevale. Però Jessica disubbidisce al padre e, appena cala la sera, dopo aver preso vari oggetti di valore fugge mascherata da torciere insieme a Graziano, Salerio ed al suo grande amore Lorenzo, un ragazzo cristiano, tutti e tre amici di Bassanio ed Antonio.

### Terzo atto
Passano così tre mesi e vediamo Shylock che incontra Salerio e Solanio (un altro conoscente d'Antonio) e chiede loro se sapessero della fuga di sua figlia; i due gli rispondono candidamente che sapevano tutto e che per giunta l'avevano aiutata. Poi però il discorso cambia con Salerio che chiede a Shylock se fosse a conoscenza della sorte delle navi di Antonio che, stando ad alcune notizie, sarebbero naufragate causando così la bancarotta del mercante. Shylock conferma che Antonio ha perso tutti i suoi averi ed ammonisce i due che il mercante dovrebbe preoccuparsi della penale che gli deve. Sentendo ciò Salerio chiede all'ebreo perché mai lui dovrebbe volere una libbra di carne umana da Antonio; Shylock allora risponde loro con il famoso monologo sulla somiglianza tra ebrei e cristiani in cui afferma che nonostante tutto quello che subiscono, gli ebrei sono esseri umani come i cristiani e dice che, come i cristiani che si vendicano se un ebreo fa loro torto, anche gli ebrei hanno diritto a vendicarsi.
In seguito Shylock incontra Tubal un suo amico anch'egli ebreo che gli porta notizie sia di sua figlia, che della situazione finanziaria di Antonio; con l'alternarsi delle notizie di sua figlia che sperpera i suoi averi (tra i quali vi era anche un anello donatogli dalla sua defunta moglie Leah) e con le notizie su Antonio che sembra aver perso tutte le sue ricchezze, Shylock passa svariate volte da disperato ad euforico nel corso della discussione con l'amico.
Successivamente incontriamo l'usuraio davanti alla cella d'Antonio (incarcerato per debiti) con il mercante che chiede misericordia al vecchio ebreo senza però riuscire a scalfire il suo cuore.
(William Shakespeare "Il mercante di Venezia" Atto III Scena I)

### Quarto atto

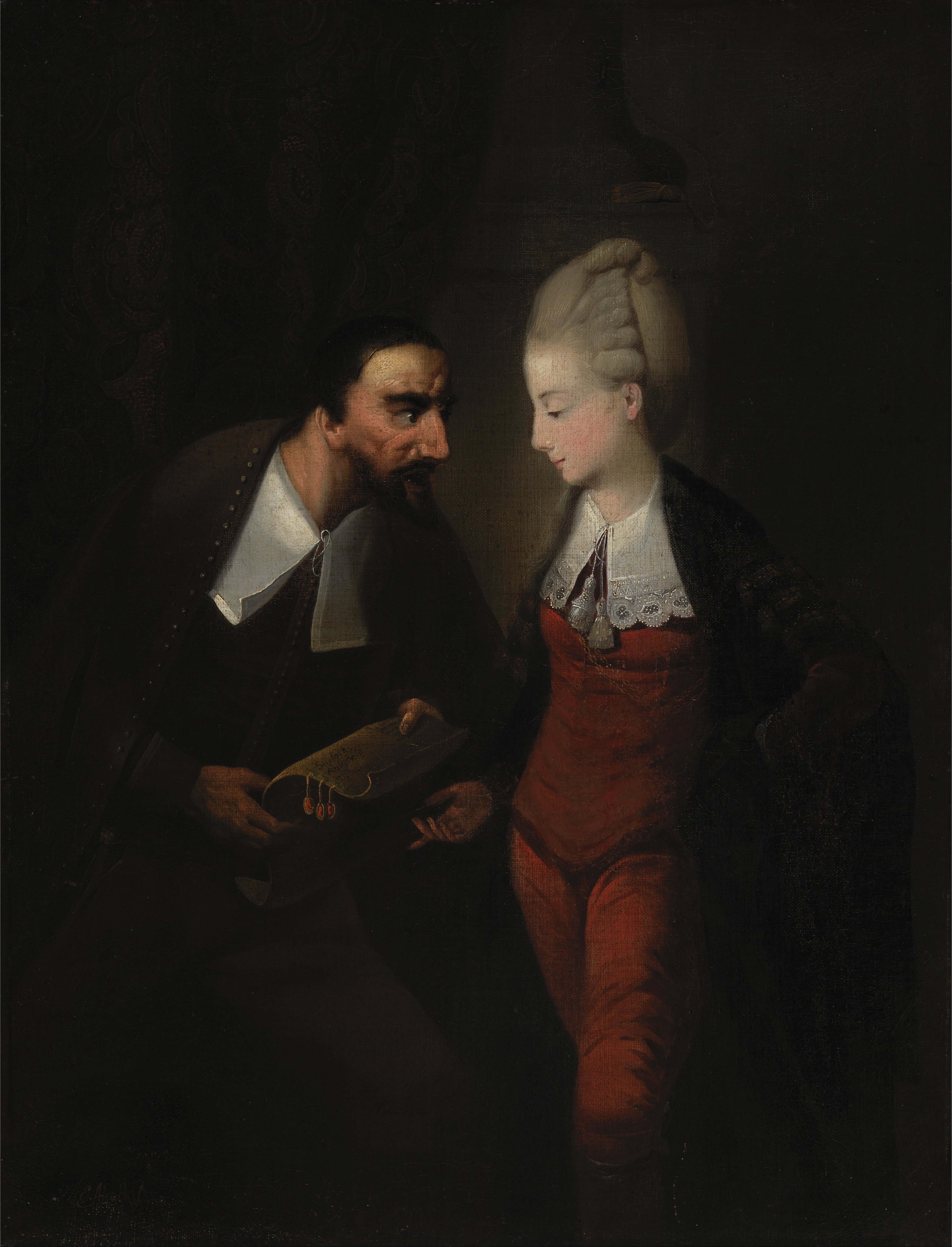
Edward Alcock - Porzia e Shylock, da "Il Mercante di Venezia" di Shakespeare, IV, i (circa 1778)

Si apre così il processo alla corte di giustizia presieduta dal doge, con Shylock ormai quasi certo che otterrà la sua vendetta al punto da rifiutare il pagamento triplicato della somma che lui aveva prestato e Bassanio, Graziano e Salerio disperati per la sorte del povero mercante. All'improvviso però nella corte entra un giovane avvocato ed il suo assistente (in realtà sono Porzia ormai divenuta moglie di Bassanio, travestita da avvocato e Nerissa la sua dama di compagnia, sposa di Graziano, travestita da suo assistente). All'inizio il giovane avvocato chiede chi sia il mercante e chi l'ebreo rivolgendosi ad Antonio e Shylock e successivamente Porzia sembra dar ragione all'ebreo dicendo che il contratto è inattaccabile e che, se non fosse stato rispettato, la giustizia veneziana avrebbe perso credibilità con gli altri Stati.
Improvvisamente però l'avvocato dice che se Shylock si prenderà la libbra di carne che gli spetta di diritto, compirà un crimine contro un cittadino cristiano e perciò gli saranno confiscati tutti i suoi averi e sarà condannato a morte a causa del suo essere ebreo; quindi può prendersi la libbra di carne, ma senza versare alcuna goccia di sangue. Shylock trovandosi alle strette decide di accettare il pagamento triplicato della somma del prestito ma l'avvocato asserisce che all'Ebreo non spetta altro che la penale descritta nel contratto. Così Shylock ritira la denuncia contro Antonio, ma prima che riesca ad andarsene l'avvocato gli dice che secondo la legge Veneziana ciò che stava per compiere era un attentato alla vita di un cristiano e perciò lui dovrà essere condannato ed i suoi averi dovranno essere confiscati in parte dallo Stato, ed in parte da Antonio e la sua vita messa in mano al giudizio del doge.
Il doge così rimette la decisione allo stesso Antonio che dichiara che la parte dei beni di Shylock che gli spetta dovrà essere data in eredità a Lorenzo, lo sposo della figlia di Shylock. Inoltre il mercante risparmia la vita all'ebreo costringendolo però a convertirsi al Cristianesimo. Shylock accetta la sua sorte e lamentando un malore esce infine dalla scena.

## Il nome
"Shylock" non è un nome ebraico, né vi sono esempi di un suo utilizzo prima dell'opera di Shakespeare. Tuttavia, alcuni studiosi credono che Shylock probabilmente derivi dal nome biblico Shalah (in italiano Sela), che si pronuncia "Shelach" (שלח) in ebraico. Sela è il nipote di Sem ed il padre di Eber, i progenitori biblici del popolo ebraico. Tutti i nomi dei personaggi ebrei dell'opera, derivano da figure minori elencate nelle genealogie nel Libro della Genesi. È probabile che Shakespeare intendesse originariamente che il nome fosse pronunciato con una [ ɪ ] (fonema vocalico presente in inglese ad esempio nella parola bit  "poco" [bɪt]  )  invece che con una /iː/ (scrittura fonetica della " i " accompagnata dal segno diacritico " ː " che ad esempio possiamo trovare nella parola "sentii" /senˈtiː*/ ). La pronuncia inglese moderna è cambiata perché lo spelling tradizionale con una "y" comporta per i lettori l'uso d'una /iː/.
È da notare inoltre come Shakespeare abbia anglicizzato il nome dell'ebreo Veneziano; nelle sue "opere Italiane" non troviamo altri personaggi importanti come Shylock con un nome inglese, eccezion fatta per Sir Toby Belch nell'opera La dodicesima notte. È plausibile che le due sillabe "Shy" e "lock" fossero intese come riferimento alla concezione medievale inglese della natura degli ebrei; infatti la parola molto simile "Shycock" (gallo timido), proveniente dalla lotta tra galli, stava ad indicare le persone codarde che si tenevano nascoste per paura della polizia.

## Contesto storico

### In Inghilterra
L'Inghilterra ebbe una storia di antisemitismo medioevale, infatti a Norwich nel 1144 ed a Lincoln nel 1255 si registrarono due tra i primi casi d'accusa di infanticidio rituale a danno della comunità ebraica. Inoltre si verificarono due pogrom sotto il regno di re Riccardo Cuor di Leone a Londra nel 1189 ed a York nel 1190.

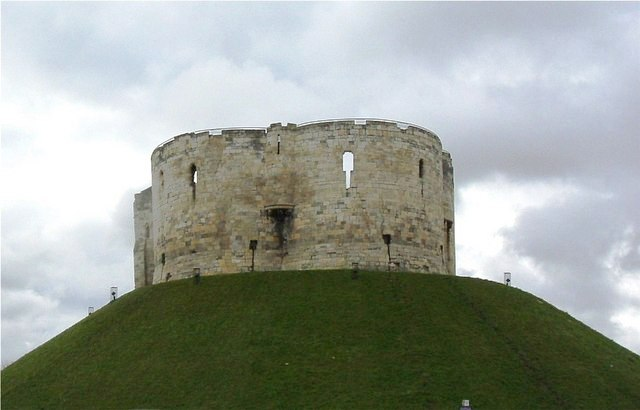
La Torre di Clifford. Torrione del castello risalente ai tempi di Edoardo I (costruito su un'antica fortezza normanna) luogo del massacro degli Ebrei del 1190

Al tempo di Shakespeare nessun ebreo risiedeva legalmente in Inghilterra da più di cento anni, a partire dall'Editto d'Espulsione del 1290 emanato da Edoardo I d'Inghilterra. Tuttavia lo stereotipo dell'Ebreo usuraio malvagio proseguiva sino allora dai tempi Medioevali. Il mestiere dell'usuraio era, storicamente, un'occupazione alquanto comune tra la popolazione Ebraica; in parte perché ai cristiani era proibito la pratica dell'usura (al tempo ogni tasso d'interesse fuori dalla norma applicato ad un qualsiasi prestito era considerato usura).
In Inghilterra come anche nei regni sul continente, era comune che i regnanti offrissero lettere di protezione agli ebrei in cambio del pagamento d'una speciale tassa e di un censimento dedicato solo ai cittadini ebrei; a tal proposito nel dipartimento del tesoro nazionale vi era anche un incarico speciale denominato "Exchequer of the jews" che in italiano si traduce come lo "Scacchiere degli ebrei" (il Cancelliere dello Scacchiere era l'antico titolo del ministro del governo britannico con responsabilità di Ministro delle Finanze); il guadagno regolare da questo dipartimento era sempre alquanto considerevole.
Agli ebrei erano precluse molte tipologie di lavoro e le varie corporazioni nelle città di solito si rifiutavano di ammettere cittadini ebrei come apprendisti, inoltre la maggior parte dei re cristiani proibivano agli Ebrei di possedere terreni per l'agricoltura o di ricoprire incarichi politici. Perciò l'usura restava una delle poche occupazioni che gli Ebrei potevano praticare.
La fortuna dell'opera fu anche dovuta alla decisione di Shakespeare di portare in scena la commedia sull'onda del revival dell'Ebreo di Malta di Christopher Marlowe, avvenuto immediatamente dopo l'esecuzione del dottor Roderigo Lopez, un converso, medico reale della regina Elisabetta I accusato di voler avvelenare la regina; condanna che rinfocolò i sentimenti antisemiti del popolo inglese.

### A Venezia
Della presenza di una minoranza ebraica nel territorio della futura Repubblica Veneta vi sono documentazioni che risalgono sin dai primi secoli dopo Cristo. Secondo la tradizione gli ebrei però giunsero a Venezia, al tempo un importante crocevia tra oriente ed occidente, all'inizio dell'XI secolo soprattutto come mercanti.

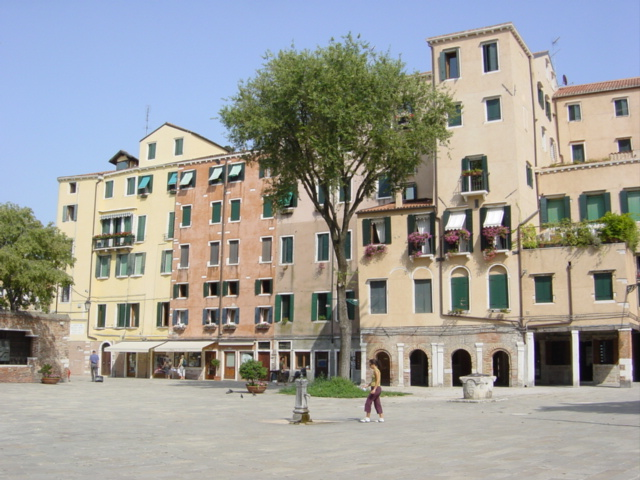
Veduta di un "campo" nel Ghetto di Venezia

Col passare del tempo la comunità crebbe; il governo della Serenissima allora reputò necessario regolamentare la presenza degli ebrei in città ed il 29 marzo 1516 decretò che tutta la popolazione ebraica avrebbe dovuto risiedere in un'unica parte della città. La zona assegnata fu la zona dove in passato si trovavano le fonderie che in veneziano venivamo chiamate "geti". Inoltre venne stabilito che i cittadini ebrei avrebbero dovuto portare un segno identificativo e che avrebbero potuto gestire dei banchi di pegno sottostando però ai tassi d'interesse imposti dalla Serenissima per avere in cambio libertà di culto e protezione in caso di guerra. I primi ebrei che accettarono questo decreto provenivano dall'Europa Centrorientale e fu (secondo una non documentata tradizione lagunare) a causa del loro accento che il veneziano "geto"  divenne "gheto" termine che oggi viene utilizzato per definire molti luoghi fonte d'emarginazione. Il Ghetto veniva chiuso di notte ed i canali circostanti venivano persino pattugliati per evitare uscite notturne; fu così che nacque il Ghetto di Venezia il primo vero ghetto d'Europa.

### Errori Storici di Shakespeare
Non si sa precisamente da quali fonti William Shakespeare abbia attinto per costruire Venezia all'interno del "Mercante", ma si può notare come la Venezia che "il Bardo" presenti sia alquanto irrealistica. A parte qualche nota specifica come: Rialto, le gondole ed i traghetti, Shakespeare sembra non sapere molto della situazione degli ebrei a Venezia; infatti, come precedentemente citato, gli ebrei a Venezia vivevano all'interno del Ghetto e mai avrebbero potuto uscire alla sera per andare a cena con dei "gentili" come Shylock fa nel secondo atto.
Per di più le case degli ebrei non potevano affacciarsi sulle strade dei cristiani e perciò Jessica non avrebbe mai potuto vedere passare una sfilata di maschere sotto casa sua. Infine gli ebrei, di giorno, potevano circolare liberi per la città ma dovevano portare un segno identificativo e perciò la scena in cui Porzia travestita da avvocato non riesce a distinguere chi sia l'ebreo tra Antonio e Shylock è alquanto improbabile che fosse potuta accadere nella realtà.

## Le interpretazioni di Shylock a teatro

### Le origini

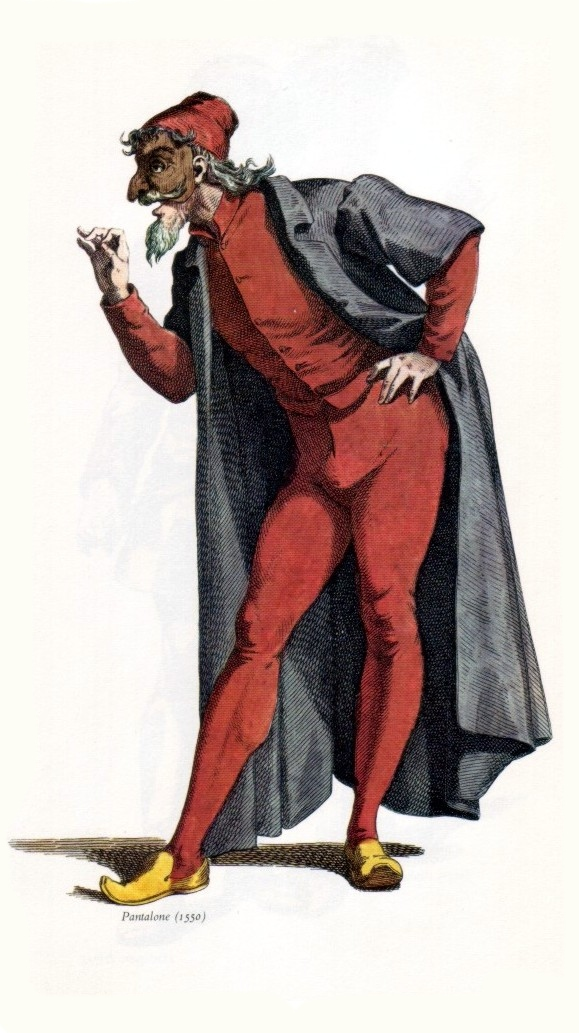
Pantalone anno 1550 di Maurice Sand (Disegno del 1860)

Si hanno ancora dubbi su chi per primo interpretò Shylock a teatro; le opzioni sono due: Richard Burbage o William Kempe. È possibile che entrambi lo abbiano interpretato ma, dato che Kempe era un attore che solitamente si dedicava alle parti comiche, e poiché non vi è nessuna prova che al tempo il personaggio di Shylock fosse inteso come personaggio essenzialmente comico, è più probabile che sia stato Burbage il primo a portare in scena "l'ebreo di Venezia".
Che il personaggio di Shylock fosse interpretato seriamente o meno, non è certo, ma ciò che è sicuro è che umiliare gli ebrei era una convenzione sociale comune nel XVI secolo ed infatti al tempo della messa in scena del Mercante di Venezia l'odio per la popolazione ebraica era ancor più accentuato dall'esecuzione del già citato dottor Roderigo Lopez. Perciò le interpretazioni assurdamente malvagie degli ebrei a teatro erano una pratica particolarmente apprezzata dal pubblico dell'epoca e quindi non vi è dubbio che Shylock, fosse presentato come un malvagio senza fattori di redenzione inizialmente.
Apparentemente, in origine, gli attori che interpretavano Shylock indossavano un grande naso finto; infatti la tradizione dice che gli attori che interpretavano Barabba (il protagonista dell'Ebreo di Malta di Marlowe) lo utilizzassero, anche se la veridicità di questa assunzione si basa su di un breve passaggio nella 3ª scena del 2° atto dell'opera di Marlowe. Nonostante ciò, l'uso di un naso finto divenne uno standard per l'interpretazione di un qualsiasi personaggio ebreo. Il particolare del naso finto applicato al personaggio di Shylock lo fa rassomigliare incredibilmente al personaggio comico della Commedia dell'Arte italiana di Pantalone. Tra le situazioni in cui si viene a trovare e la somiglianza fisica, Shylock è così simile al personaggio italiano che non presenta nessuna nuova caratteristica a parte il fatto d'essere ebreo. Pantalone era ben conosciuto dal popolo inglese del 1600: in un disegno inglese del 1601 è rappresentato con la barba, un naso finto, un cappello, un mantello sopra il suo tradizionale costume, ed un coltello sulla cintura.

### Dopo la Restaurazione
Durante il periodo della Restaurazione l'opera di Shakespeare in parte venne dimenticata, sarà solo agli inizi del 1700 grazie a George Granville sceneggiatore, poeta e politico dell'epoca, che l'opera venne riproposta al pubblico sotto il nome di "The Jew of Venice". Granville modifica delle scene, omette dei personaggi e mescola la sua poesia, non eccelsa, con la poesia di Shakespeare; il risultato somiglia soltanto vagamente all'originale.
Le caratteristiche principali riguardanti Shylock nell'opera di Granville sono presentate in un verso tratto dal prologo, nel quale l'ebreo viene definito uno "Stock-jobbing Jew" . All'epoca di Granville, a seguito di un decreto del 1697, il numero di ebrei che potevano presenziare al mercato azionario di Londra era stato ridotto a 12; ciò causò molti malumori all'interno dell'ambiente finanziario Londinese e Granville ne approfittò per attualizzare la figura di Shylock inserendo quella specifica definizione. "Stock-Jobbing"  infatti sta ad indicare il termine italiano di speculazione cioè la pratica di comprare azioni e rivenderle velocemente per avere rapidi profitti.
Il titolo, "The Jew of Venice" , è inoltre fuorviante perché in questa versione Shylock ha meno battute di ogni altro personaggio principale, appare solo in 4 scene ed i suoi monologhi più importanti sono visibilmente accorciati. Questa versione, a differenza della versione originale, era intesa come una semplice commedia; ciò lo si può notare anche dagli attori scelti per interpretare l'opera. Shylock era infatti interpretato da Thomas Dogget il più importante attore comico del tempo. Questa versione comica nel 1736 era già alla sua sesta edizione e la caratterizzazione di Shylock non cambiò fino all'avvento di Charles Macklin che sconvolse il pubblico con la sua interpretazione 5 anni dopo.

### Charles Macklin: Lo Shylock malvagio

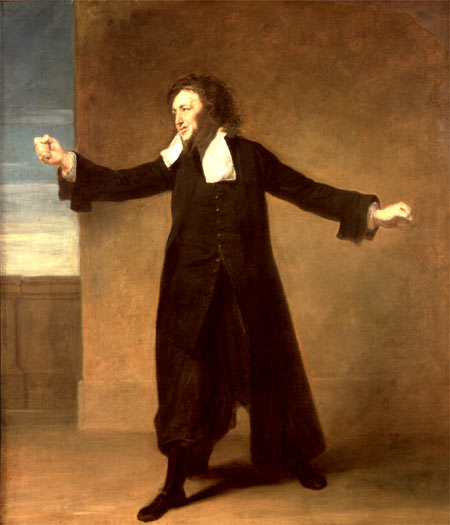
Charles Macklin come Shylock in un'interpretazione presentata ai Covent Garden, Londra, 1767-68

Quando Charles Macklin (attore teatrale irlandese) annunciò di volersi distaccare dalla tradizione comica della versione di Granville, l'opera era fuori dalle scene da ormai 2 anni. I suoi colleghi attori lo derisero per questa decisione perché pensavano che un'interpretazione seria di Shylock fosse solo uno sfoggio d'arroganza e presunzione. Nonostante questo il 14 febbraio 1741 Macklin offrì un'interpretazione che divenne la base per molte altre interpretazioni degli anni che seguirono.
Non sappiamo precisamente che versione del "Mercante di Venezia" Macklin abbia utilizzato per la sua interpretazione, ma ciò che sappiamo è che la versione da cui prese spunto non presentava pesanti modifiche come nella versione di Granville ma era rimasta abbastanza fedele con solamente dei piccoli tagli.
Lo Shylock che Macklin creò non era simpatico né poteva ispirare compassione; al contrario, evidenziando alcuni aspetti della sua personalità, Macklin, rese il personaggio simile ad un mostro. Macklin contava proprio sull'effetto shock ed il pubblico rimase sorpreso dal fatto di poter prendere sul serio il personaggio; fu proprio l'interpretazione di Macklin che sottolineò la malizia ed il sentimento vendicativo dell'ebreo che stabilì per la prima volta Shylock come una figura drammatica. Macklin in scena era implacabile, selvaggio ed astioso; uno Shylock così malvagio che gli spettatori, che non erano abituati a una tale dimostrazione di malvagità in scena, non distinguevano tra l'attore ed il ruolo che l'attore interpretava e credevano che anche nella vita privata Macklin si comportasse così. Questo, però, non era poi così lontano dalla realtà, infatti Macklin nel 1735 uccise un attore durante una lite riguardante una parrucca.
Delle qualità "disturbanti" della performance di Macklin ne abbiamo testimonianza quando leggiamo che, una volta Giorgio II di Gran Bretagna fu così impressionato dalle azioni di questo Shylock che non riuscì a dormire la notte dopo aver assistito alla performance di Macklin.
Il costume che Macklin indossava in scena è probabilmente il primo tentativo di ricostruzione storicamente accurata dei vestiti che Shylock potrebbe aver indossato nella realtà; l'attore indossava una larga toga nera con dei lunghi pantaloni ed uno zucchetto in testa. Macklin inoltre portava una barba rossa a ciuffetti appuntiti. Durante gli anni Macklin modificò varie volte questo costume, come testimoniano alcune incisioni degli anni successivi; però, la barba appuntita sul mento, lo zucchetto ed il naso aquilino rimasero i segni distintivi per i personaggi ebrei sul palcoscenico.
Macklin interpretò questo personaggio per 50 anni e si hanno documenti che testimoniano come Macklin a 90 anni interpretasse ancora Shylock con la stessa foga che aveva in gioventù.

### Edmund Kean: Il primo Shylock tragico

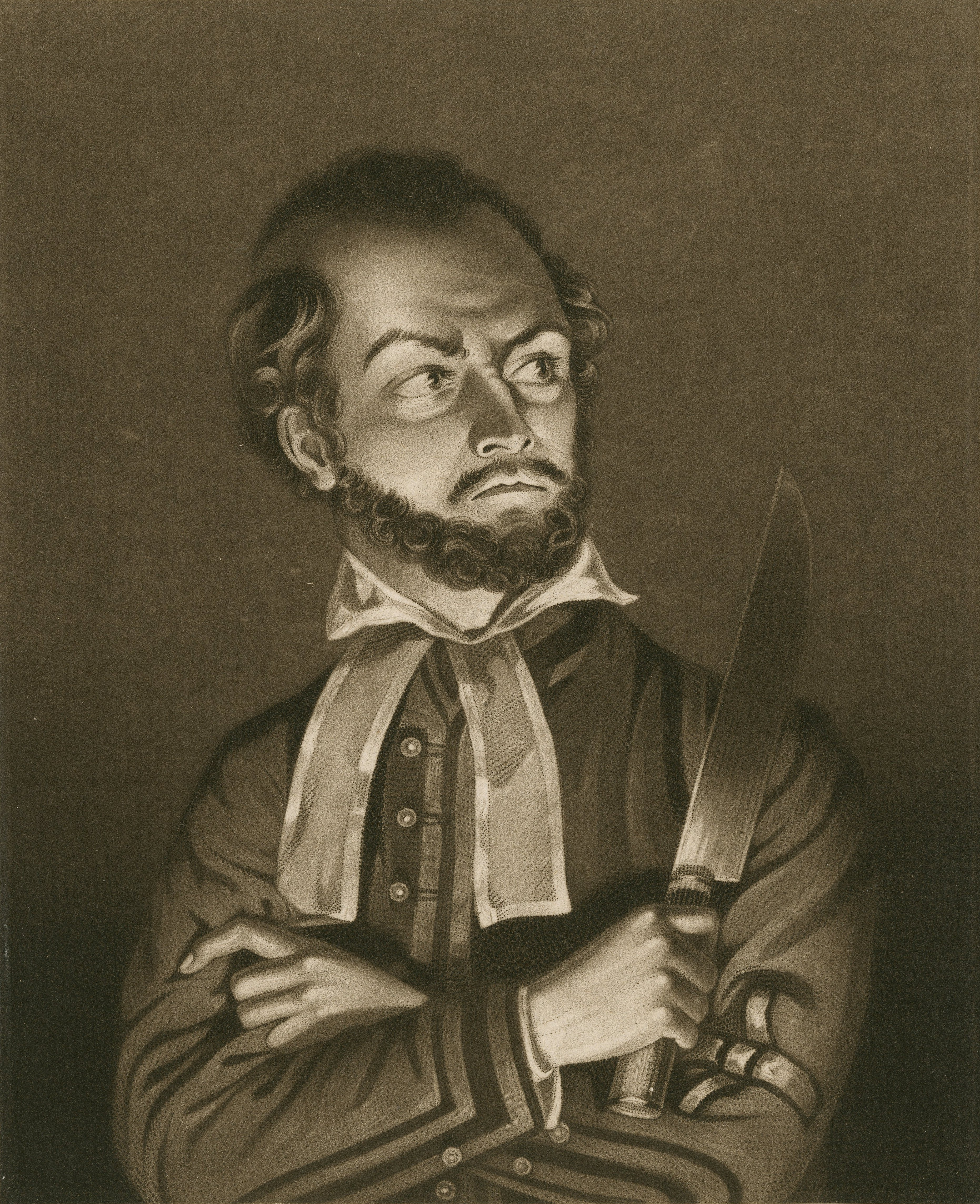
Una stampa di Edmund Kean come Shylock di fine 800

Edmund Kean è responsabile per molte innovazioni nell'arte della recitazione, una fra queste fu la rottura della tradizione di interpretare Shylock come un demonio grottesco. Infatti anche se Charles Macklin era ormai morto da vent'anni, molti attori dopo di lui avevano continuato a seguire la tradizione di rappresentare Shylock come un cattivo puro e semplice. Kean però, il 26 gennaio del 1814, presentò per la prima volta uno Shylock diverso infuso di quelle qualità umane che nel passato gli erano mancate; ci volle coraggio per cambiare così radicalmente il personaggio (anche nell'aspetto fisico) e, a discapito della disapprovazione del manager del Drury Lane (il teatro in cui l'opera era presentata), Kean incontrò il favore e l'approvazione del pubblico.
Kean non era nuovo all'ambiente del teatro ed al personaggio di Shylock, infatti ad 11 anni era già considerato un "bambino prodigio" e nel suo repertorio aveva anche la lettura drammatica del testo completo del Mercante di Venezia. Al tempo della sua prima performance nel 1814 aveva solo 27 anni, era basso e magro ma con un'espressione intensa e degli occhi penetranti; le stampe del tempo ci mostrano come il suo Shylock indossasse una parrucca nera, avesse una barba corta e curata, una croce sulla manica sinistra ed un coltello da macellaio nella mano destra. Il particolare della parrucca nera può essere stato dovuto al semplice fatto che c'era talmente tanto scetticismo sulla sua performance da parte del Drury Lane, che Kean si era procurato il costume e la parrucca da solo. Il costume negli anni non cambiò molto; in una lista di costumi di scena del 1820 leggiamo come si sia aggiunto solamente una giacca in gabardina nera con un gilet cremisi ed un cappello nero.
Kean con la sua interpretazione voleva mostrare ciò che, fino ad allora, solo lo stesso Shakespeare aveva visto in Shylock: la tragedia di un uomo. Il suo stile non aveva nulla di patetico e non si basava sui suoi poteri declamatori ma, Kean, si fece notare per la sua sincerità; il suo grande contributo allo sviluppo teatrale del Mercante di Venezia fu proprio l'aver analizzato in profondità la sua recitazione di Shylock. Negli spettatori questo Shylock provocava empatia e ciò era una novità; per la prima volta lo stereotipo dell'ebreo da palcoscenico prendeva fattezze umane e per la prima volta il pubblico riusciva ad apprezzarlo.
Anche il figlio di Kean, Charles, si dedicò all'interpretazione del famoso ebreo Shakespeariano ma purtroppo non aveva le stesse doti naturali del padre e sebbene ebbe un discreto successo, la sua interpretazione venne presto dimenticata.

### Junius e Edwin Booth

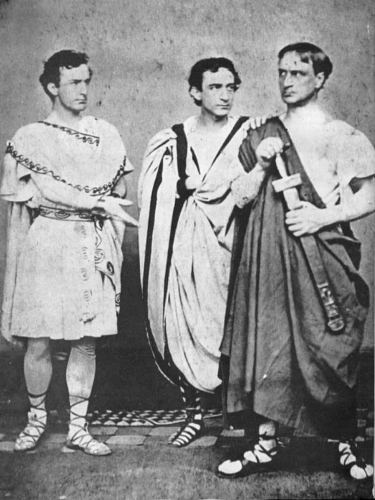
John Wilkes Booth, Edwin Booth e Junius Booth, Jr. (da sinistra a destra) nel Giulio Cesare di Shakespeare nel 1864

Junius Brutus Booth fu un attore inglese che interpretò Shylock agli inizi del 1800 sia in Inghilterra che negli Stati Uniti dove si trasferì con la famiglia; come Kean anche lui rappresentava uno Shylock tragico. Junius Brutus Booth si concentrava sulle due ragioni dell'odio che Shylock provava per Antonio: il fatto d'essere cristiano ed il fatto che il mercante danneggiava i tassi dell'usura. Un altro particolare della sua interpretazione era che recitava la sua parte con un accento Yiddish; questo particolare col tempo divenne una convenzione piuttosto popolare per il personaggio.
Booth ebbe tre figli che percorsero la carriera del padre, eccezion fatta per il figlio più grande che smise di fare l'attore per perseguire le sue idee politiche. Infatti il primo figlio fu John Wilkes Booth l'assassino del 16º presidente degli Stati Uniti d'America, Abraham Lincoln. Il secondo figlio Edwin Booth divenne uno dei più importanti attori drammatici tra la metà e la fine del 1800; il più giovane Junius Brutus Junior divenne anche lui un attore ed in seguito anche direttore teatrale.
Dei tre figli quello che lasciò l'impronta più importante nel mondo del teatro fu Edwin che iniziò a recitare come Shylock nel 1861 a Londra. A differenza di suo padre, Edwin portò in scena uno Shylock ancora una volta cattivo, concentrato sulla sua vendetta nei confronti di Antonio. L'odio del suo Shylock era principalmente motivato da ragioni economiche; lo stesso Booth, in una lettera ad un amico, scrive le ragioni per cui ha caratterizzato così la sua interpretazione. Lui scrive che rimase impressionato dalla cattiveria e dalla corruzione della natura di Shylock; una corruzione ed un'avarizia così profonda che nella scena in cui Tubal riferisce a Shylock che Jessica ha venduto l'anello di sua madre per una scimmia, Shylock è disperato solamente per il valore economico che l'anello aveva per lui.
Booth nell'interpretazione di Shylock era avvolto in colorati drappeggi orientali con i capelli brizzolati coperti da un berretto rosso ed un paio di scarpe rosse a punta che al tempo erano considerate come un segno distintivo degli ebrei.

### Henry Irving

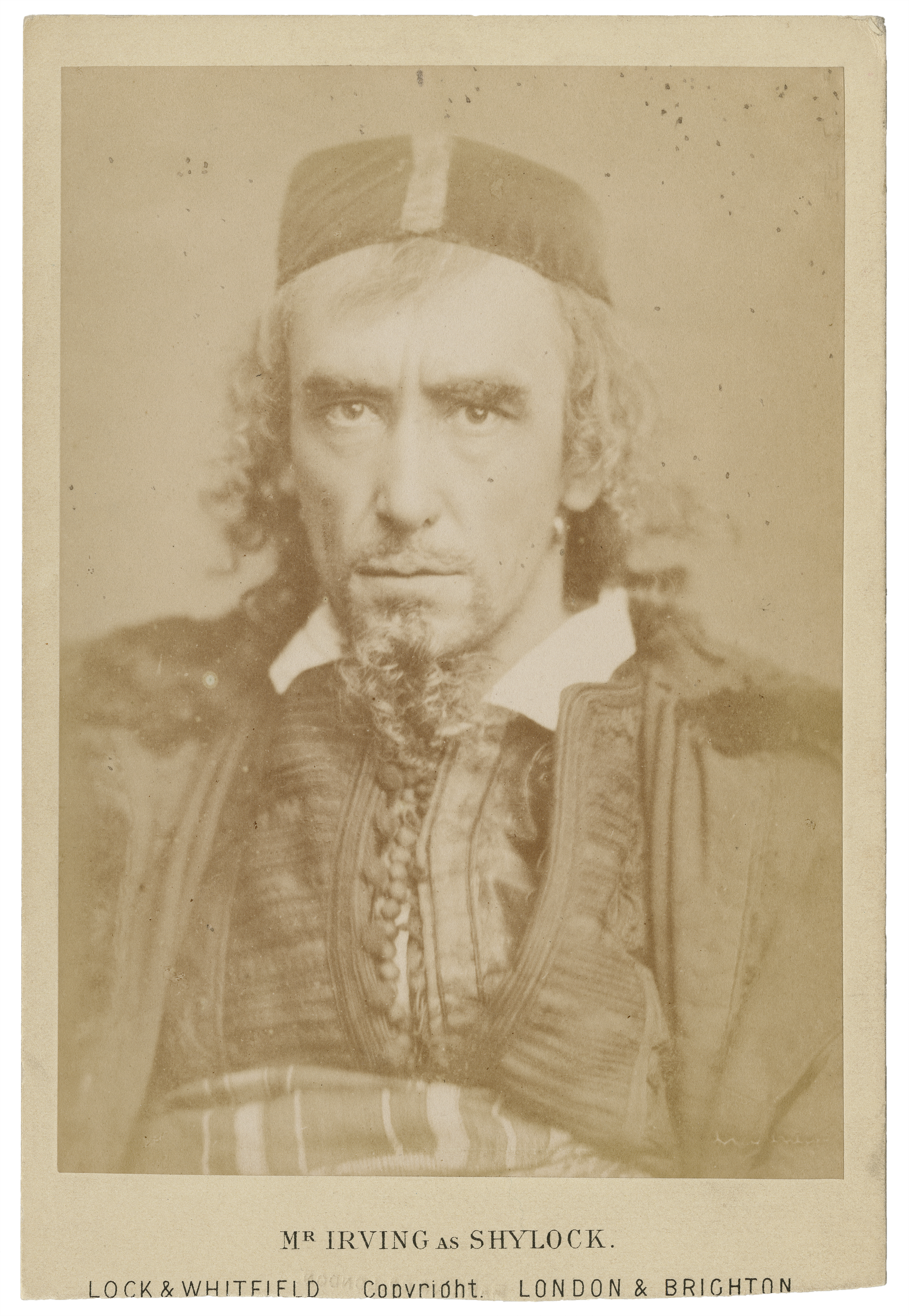
Una fotografia di Henry Irving come Shylock in un'interpretazione di fine 1800.

Quando nel 1856 il diciottenne Henry Brodribb per la prima volta si accinse ad interpretare Salerio e Bassanio, nessun avrebbe potuto prevedere il successo che negli anni a venire avrebbe ottenuto. 15 anni più tardi Henry Brodribb divenne Henry Irving (nome d'arte), da molti considerato come uno dei più grandi Shylock di tutti i tempi ed apprese che non bisognava sempre rompere con la tradizione, ma bisognava selezionare solo quegli elementi che avrebbero cristallizzato la sua caratterizzazione del personaggio. Il Mercante di Venezia prodotto ed interpretato da Irving fu una delle prime produzioni che con le sue scenografie e costumi ricreò quasi perfettamente l'ambiente descritto da Shakespeare nella sua opera, tranne per alcune scene che vennero tagliate o modificate.
Per quanto riguarda le caratteristiche fisiche di questa interpretazione del personaggio, Shylock sembra avere tra i 50 ed i 60 anni ed è alquanto malfermo, tanto che si deve sorreggere con un bastone. Aveva un ciuffo di barba color grigio-ferro, indossava una giacca di gabardina marrone cinta da uno scialle orientale con uno stretto cappello nero attraversato da una linea gialla.
Lo Shylock di Irving era un personaggio nobile conscio della sua superiorità ma che viene perseguitato ed è per Irving il simbolo delle persecuzioni di una razza intera. Con la sua interpretazione, Irving, diede spessore e dignità a Shylock; da antagonista lo rese protagonista e fece in modo di concentrare le simpatie dello spettatore su di lui e sul torto che subisce. I giornali dell'epoca descrivevano il suo Shylock come un uomo che provocava paura e pietà e che poteva provocare un fremito ai cristiani ma anche farli vergognare di loro stessi.
Il suo Shylock era molto "umano" e i critici d'allora notarono la apparente originalità con cui Irving si approcciò a questo personaggio, sembrava non aver preso ispirazione da nessun'interpretazione di altri attori suoi contemporanei.
Irving stesso scrive nel suo Impressions of America:
(Henry Irving e Joseph Hatton "Impressions of America")

## Shylock durante il "Terzo Reich"
Il Mercante di Venezia fu una delle cinque opere di Shakespeare messa in scena più volte durante la Repubblica di Weimar e mantenne la sua popolarità fino al 1933 (la stagione teatrale 1932/33 era infatti già stata programmata prima che Adolf Hitler diventasse Cancelliere). Il declino cominciò tra il 1933 ed il 1934 quando solo pochissimi teatri mettevano in scena l'opera.
Il governo Nazista cominciò infatti il processo di "Gleichschaltung": portare varie aree della vita pubblica sotto il controllo delle autorità naziste per fare in modo che si conformassero con le ideologie del governo. Questo includeva anche i teatri e tutti gli impiegati ebrei finirono per essere sottoposti alla prima legge anti-ebrei, la "Gesetz zur Wiederherstellung des Berufsbeamtentums"  che decretava tra le altre cose che tutti i dipendenti pubblici di origine non Ariana fossero rimossi dai propri incarichi per far posto a individui pro-nazisti. Oltre alla "purga" del personale ebreo, il teatro fu ripulito da tutte le opere considerate ebree o che rappresentassero ebrei come personaggi positivi.
Così la forte tradizione instaurata durante la Repubblica di Weimar di mettere in scena uno Shylock tragico vittima delle persecuzioni dei cristiani o uno Shylock fiero vendicatore dei torti subiti si interruppe.
Il declino della popolarità di quest'opera fu anche dovuto al fatto che le compagnie teatrali spesso non volevano trasformare l'opera di Shakespeare in propaganda nazista o in altri casi non volevano rischiare di avere guai giudiziari per la loro interpretazione; infatti chi metteva in produzione il Mercante di Venezia, doveva trattare con molta cura i passaggi dell'opera in cui Shylock ha l'occasione di umanizzarsi agli occhi del pubblico (il monologo nella scena I Atto III: "Non ha occhi un ebreo? Non ha mani, organi, statura, sensi, affetti, passioni? Non si nutre anche lui di cibo?"). Si doveva inoltre modificare per forza l'unione tra l'ebrea Jessica ed il cristiano Lorenzo perché secondo le leggi di Norimberga del 1935 un'unione del genere era illegale. Infine si doveva fare attenzione al finale dell'opera perché c'era il rischio che il pubblico potesse provare pietà per la sconfitta e l'umiliazione subita da Shylock. Lo scrittore e traduttore Hermann Kroepelin la cui casa editrice ottenne il supporto del "Reichskulturkammer" (Camera di Cultura del Reich) per il suo progetto di produzione di una nuova e modernizzata versione delle opere di Shakespeare, propose un modo per evitare il punibile "incrocio di sangue Ebreo ed Ariano"; la scappatoia consisteva nella presa di coscienza di Jessica alla fine del processo, infatti in questa versione, quando Shylock collassa a terra, Jessica si pente delle sue scelte e si ricongiunge con il padre rompendo il fidanzamento con Lorenzo. Per Kroepelin questa modifica era giustificabile e che in qualche modo rispettava lo spirito Shakespeariano; inoltre questa modifica per lui era più accettabile di rendere Shylock vittima di tradimento della moglie dando a Jessica un altro padre. La soluzione di Kroepelin però sembra che non sia stata mai utilizzata, alcune produzioni per conformarsi alle leggi, scelsero un altro metodo; in quest'altra versione si scopre che Shylock è il padre adottivo di Jessica che originariamente era nata in una famiglia cristiana.
Oltre all'Arianizzazione della figlia di Shylock un'altra parte dell'opera doveva essere modificata; nel 1939 Rainer Schlösser, chiamato all'epoca "il drammaturgo del Reich" tolse a Shylock tutte le sue battute in cui si difende, le stesse battute che lo rendevano un personaggio tragico ed umano. Nel 1939 infatti un ebreo in Germania non poteva avanzare pretese di essere considerato un essere umano. Un anno dopo aver risanato l'opera di Shakespeare, Schlösser, raccomandò la sua versione a Joseph Goebbels dicendo che quel testo era libero da ogni questione razziale e politica che potesse essere considerata di difficile interpretazione e gli suggerì alcuni teatri in cui rappresentare l'opera. Goebbels concordò con Schlösser e decise che questo Mercante dovesse essere presentato in un teatro più importante di quelli suggeriti da Schlösser e propose il Volksbühne per la première a Berlino; alla fine però questa produzione non fu mai messa in scena al Volksbühne.
Il grado di "violenza" nei confronti del testo originale di Shakespeare ci mostrano come fosse complicato mettere in scena quest'opera in Germania dopo il 1933; nonostante questo però, alcune compagnie si cimentarono nella messa in scena dell'opera anche se con le obbligatorie modifiche all'arco narrativo di Jessica e con Shylock che veniva interpretato in maniera completamente grottesca e comica. Nelle recensioni di alcuni critici di queste produzioni possiamo leggere come per loro, lo Shylock presentato, rappresentasse alla perfezione le caratteristiche tipiche degli ebrei come: l'essere subdoli, l'odio per i cristiani ed il volere di distruzione. Secondo questi critici, il personaggio di Shylock, era una prova di come Shakespeare avesse una simpatia per il concetto di "razza pura". Altri critici descrivevano come Shylock fosse una sorta di demone della vendetta ma in questo caso giustificavano il personaggio con una prospettiva storica; dicevano infatti che nell'Inghilterra di Shakespeare senza ebrei, l'ebreo era una sorta di "uomo nero" non una specifica parte della società perciò rappresentarlo in quella maniera poteva rappresentare lo spirito originale dell'opera voluta da Shakespeare.

## Shylock al cinema ed in televisione

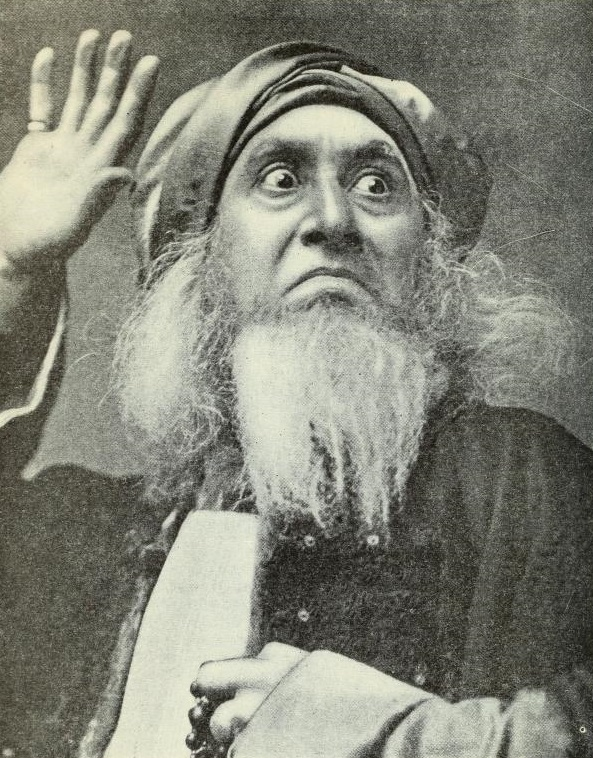
Una foto ritratto di Ermete Novelli mentre interpreta Shylock

Nel corso degli anni vi sono state moltissime produzioni, sia televisive che cinematografiche, che hanno adattato Il Mercante di Venezia; qui di seguito si elencheranno solamente quelle in cui il personaggio di Shylock risaltava rispetto agli altri personaggi dell'opera.
Tra le prime produzioni cinematografiche che si devono ricordare abbiamo il cortometraggio muto ed in bianco e nero (successivamente riproposto a colori) Il Mercante di Venezia del 1910 diretto da Gerolamo lo Savio. In questa versione la storia si concentra principalmente su Shylock, interpretato da Ermete Novelli, e sulla fuga di sua figlia Jessica. L'interpretazione di Novelli, di uno Shylock sconvolto dalla ribellione della figlia nei suoi confronti e nei confronti della sua religione, avvicinano il personaggio alla figura di Re Lear.
Più tardi nel 1973 è da ricordare il film per la TV inglese (e successivamente rilasciato anche negli Stati Uniti) Il mercante di Venezia in cui Shylock è interpretato da Laurence Olivier; alla fine del film nei titoli di coda viene cantato un Kaddish, un possibile riferimento alla morte di Shylock.
Un altro film TV inglese del 1980 è da ricordare soprattutto per le polemiche che si scatenarono quando venne trasmesso negli Stati Uniti. Quando la WNET annunciò la data della messa in onda "l'Holocaust and Executive Committee" del "Committee to Bring Nazi War criminals to Justice" (Comitato per portare alla giustizia i criminali di guerra Nazisti) mandò una lettera all'emittente televisiva chiedendo l'immediata cancellazione dalla programmazione del film. La motivazione era che il personaggio di Shylock avrebbe creato odio verso la comunità ebraica in America e che le azioni di quel personaggio erano da considerarsi come simili a una propaganda nazista. In tutta risposta la WNET fece notare come l'attore che interpretava Shylock, Warren Mitchell, era ebreo. Il regista, Jack Gold, inoltre dichiarò che l'essere ebreo di Shylock era una metafora del suo essere straniero nella sua città. Infine il produttore Jonathan Miller disse che non era un'opera di ebrei contro cristiani ma un'opera che raccontava il mondo della giustizia contro il mondo della pietà.

Un'immagine tratta dal film Il mercante di Venezia del 2004 in cui vediamo Al Pacino nella sua interpretazione di Shylock

Nel 2001 in un altro film TV viene messa in risalto la figura di Shylock grazie all'interpretazione di Henry Goodman; la particolarità di quest'opera è il fatto d'esser ambientata a Berlino negli anni subito precedenti la Seconda Guerra Mondiale e perciò il finale in cui l'ebreo viene punito duramente per il suo tentativo d'avere giustizia è quasi un segno premonitore della tragedia che da lì a pochi anni sarebbe accaduta al popolo ebraico in tutta Europa.
È da ricordare inoltre il film del 2002 The Maori Merchant of Venice  il primo adattamento in lingua Maori di un'opera di Shakespeare; alcuni critici hanno sottolineato come il film sembra fare un parallelo tra le persecuzioni subite da Shylock e le persecuzioni subite dalla popolazione Maori dalle autorità coloniali della Nuova Zelanda nel 1800.
Infine il più recente adattamento cinematografico dell'opera è del 2004, "Il Mercante di Venezia" diretto da Michael Radford in cui Shylock viene interpretato da Al Pacino.

### Gli interpreti
Alcuni tra i più famosi attori shakespeariani hanno interpretato il personaggio di Shylock al cinema o alla televisione, inclusi Michael Hordern, Orson Welles e Laurence Olivier.
| Anno | Shylock            | Film                                                                                                 |
| ---- | ------------------ | --- |
| 1908 | William V. Ranous  | The Merchant of Venice, cortometraggio muto (USA), regia di J. Stuart Blackton                       |
| 1910 | Ermete Novelli     | Il mercante di Venezia, cortometraggio muto (Italia), regia di Gerolamo Lo Savio                     |
| 1912 | William Bowman     | The Merchant of Venice, cortometraggio muto (USA), regia di Lucius Henderson                         |
| 1912 | Harry Baur         | Shylock, cortometraggio muto (Francia), regia di Henri Desfontaines                                  |
| 1914 | Phillips Smalley   | The Merchant of Venice, film muto (USA), regia di Phillips Smalley e Lois Weber <perduto>            |
| 1916 | Matheson Lang      | The Merchant of Venice, film muto (UK), regia di Walter West                                         |
| 1922 | Ivan Berlyn        | The Merchant of Venice, cortometraggio muto (UK), regia di Challis Sanderson                         |
| 1923 | Werner Krauss      | Il mercante di Venezia (Der Kaufmann von Venedig), film muto (Germania), regia di Peter Paul Felner. |
| 1927 | Lewis Casson       | The Merchant of Venice, cortometraggio muto (UK), regia di Widgey R. Newman                          |
| 1940 | Serukalathur Sama  | Shylock, film (India), regia di Kinema Ramu e Serukalathur Sama <perduto>                            |
| 1947 | Abraham Sofaer     | The Merchant of Venice, film TV (UK), regia di George More O'Ferrall                                 |
| 1953 | Michel Simon       | Le marchand de Venise, film (Francia), regia di Pierre Billon                                        |
| 1955 | Michael Hordern    | The Merchant of Venice, film TV (UK), regia di Hal Burton                                            |
| 1955 | Memo Benassi       | Il mercante di Venezia, film TV (Italia), regia di Mario Ferrero                                     |
| 1961 | Owen Weingott      | The Merchant of Venice, film TV (Australia), regia di Alan Burke                                     |
| 1967 | José Bódalo        | El mercader de Venecia, film TV (Spagna), regia di Pedro Amalio López                                |
| 1968 | Lasse Pöysti       | Venetsian kauppias, film TV (Finlandia), regia di Mirjam Himberg                                     |
| 1968 | Fritz Kortner      | Der Kaufmann von Venedig, film TV (Germania), regia di Otto Schenk                                   |
| 1969 | Spike Milligan     | The Merchant of Venice, film TV (UK), prodotto da John King                                          |
| 1969 | Orson Welles       | The Merchant of Venice, film TV (UK), regia di Orson Welles                                          |
| 1972 | Frank Finlay       | The Merchant of Venice, film TV (UK), regia di Cedric Messina                                        |
| 1973 | Laurence Olivier   | Il mercante di Venezia (The Merchant of Venice), film TV (UK), regia di John Sichel                  |
| 1976 | Antony Holland     | The Merchant of Venice, film TV (Canada), regia di John Sichel                                       |
| 1980 | Jean Le Poulain    | Le marchand de Venise, film (Francia), regia di Jean Le Poulain                                      |
| 1980 | Warren Mitchell    | Il mercante di Venezia (The Merchant of Venice), film TV (UK), regia di Jack Gold                    |
| 1981 | Luis Prendes       | El mercader de Venecia, film TV (Spagna), regia di Alberto González Vergel                           |
| 1990 | Gert Voss          | Der Kaufmann von Venedig, film TV (Germania), regia di George Moorse e Peter Zadek                   |
| 1996 | Bob Peck           | The Merchant of Venice, film TV (UK), regia di Alan Horrox                                           |
| 2001 | Henry Goodman      | The Merchant of Venice, film TV (UK), regia di Chris Hunt e Trevor Nunn                              |
| 2002 | Waihoroi Shortland | The Maori Merchant of Venice, film TV (Nuova Zelanda), regia di Don Selwyn                           |
| 2003 | Bruce Cornwell     | Shakespeare's Merchant, film (USA), regia di Paul Wagar                                              |
| 2004 | Al Pacino          | Il mercante di Venezia (The Merchant of Venice), film (USA), regia di Michael Radford                |
| 2004 | Rolf Boysen        | Der Kaufmann von Venedig, film TV (Germania), regia di Hans-Klaus Petsch                             |
| 2009 | Tom Yarrow         | The Merchant of Venice, film (UK), regia di Douglas Morse                                            |
| 2015 | Makram Khoury      | The Merchant of Venice, film (UK), prodotto dalla Royal Shakespeare Company                          |
| 2015 | David Serero       | The Merchant of Venice, film (USA), regia di David Serero                                            |

## Altre versioni di Shylock
Shylock fu più volte reimmaginato e modificato nel corso degli anni, in molte di queste nuove versioni sono il carattere e la natura del personaggio ad essere cambiate.
Un esempio è l'opera "The Merchant"  di Arnold Wesker del 1970 messa in scena per la prima volta a Stoccolma nel 1976. Wesker fu scioccato dalla rappresentazione di Shylock dell'opera Shakespeariana in luce anche degli orribili accadimenti della Seconda Guerra Mondiale. Così si decise a modificare i personaggi, concentrandosi su Shylock un padre che era stato privato a priori della sua sensibilità. Wesker infatti rende simpatico il personaggio di Shylock facendolo diventare persino amico del mercante Antonio; inoltre Jessica, la figlia di Shylock, non fugge più dalla tirannia di suo padre, ma fugge dal suo amore troppo invadente. Le attitudini antisemite del popolo veneziano che nell'opera originale erano considerate come un dato di fatto, qui vengono messe in discussione e ci viene mostrato come l'ebreo sia una preda costante delle angherie dei suoi concittadini e come sia costretto a vivere rinchiuso nel Ghetto.
La trama del contratto segue quella dell'originale Shakespeariano tranne per il fatto che quando Shylock accetta di dare in prestito a Bassanio i tremila ducati, Antonio gli ricorda che è illegale per gli ebrei di effettuare transazioni senza un formale atto scritto; così viene stipulato il "nonsense bond" come lo definisce lo stesso Shylock che considera il particolare della libbra di carne come una vera assurdità perché non avrebbe mai fatto del male all'amico. Purtroppo come sappiamo Antonio non è in grado di ripagare il debito e così Shylock si trova di fronte ad un dilemma morale: sacrificare l'amico o non rispettare i termini del contratto stabilendo un precedente giuridico che potrebbe mettere a repentaglio la sopravvivenza della comunità ebraica a Venezia. Di comune accordo con Antonio, Shylock decide di sacrificare l'amico ma grazie a Porzia l'ebreo viene sollevato da quel infausto incarico e così i due amici alla fine si abbracciano; nel finale a Shylock vengono comunque confiscati i beni per aver tramato contro la vita di un cristiano ma questo a lui non sembra importare perché dice d'essere stanco della sua vita da errante e si propone di concludere il suo viaggio a Gerusalemme.
Più recentemente la figura di Shylock è stata immaginata nell'Inghilterra moderna da Howard Jacobson nel suo ultimo libro, pubblicato il 9 febbraio 2016, Shylock Is My Name. In questa provocante interpretazione del Mercante di Venezia, Shylock è affiancato dalla sua controparte moderna nel personaggio di Simon Strulovitch padre e mercante d'arte. Jacobson presenta Shylock come una persona appassionata e dall'umorismo incisivo preoccupato da questioni d'identità, del ruolo di genitore, questioni antisemitiche e come nel classico di Shakespeare preoccupato dalla vendetta. Strulovich invece tenta di riconciliarsi con se stesso dopo il "tradimento"  che la figlia Beatrice ha commesso nei confronti della famiglia e dei suoi antenati; infatti lei è trascinata dall'eccitazione per l'alta società di Manchester e cade tra le braccia di un calciatore, famoso per avere usato il saluto Nazista sul campo da calcio. Shylock invece si alterna tra il dolore per la sua amata moglie e la rabbia contro il rifiuto dell'educazione ebrea di sua figlia. Il tutto culmina con la classica richiesta di Shylock della libbra di carne.

### Libri
- (EN, IT) William Shakespeare, Anna Luisa Zazo e Sergio Perosa, Il mercante di Venezia, collana Oscar classici, Mondadori, 2012  [1598], ISBN 978-88-04-47743-3.
- (EN) Willam Shakespeare, The merchant of Venice / <Shakespeare> ; edited by Jay L. Halio, collana The world's classics, Oxford, Oxford University Press, 1994, ISBN 0-19-281454-0.
- (EN) Hermann Sinsheimer, Shylock : the history of a character, Benjamin Blom, 1º gennaio 1963.
- (EN) Niall Ferguson, The ascent of money : a financial history of the world / Niall Ferguson, Londra, Penguin Books, 2009, ISBN 978-0-14-103548-2.
- (EN) Salo W. Baron e Arcadius Kahan, Economic history of the Jews / Salo W. Baron, Arcadius Kahan ... \et al.! ; edited by Nachum Gross, a cura di Nachum Gross, Gerusalemme, Keter, 1975.
- (EN) Laura Tosi e Shaul Bassi, Shakespeare, Jonson and Venice: Crossing Boundaries in the City, in Visions of Venice in Shakespeare / edited by Laura Tosi and Shaul Bassi, collana Anglo-Italian Renaissance studies series, Farnham, Ashgate, 2011, ISBN 978-1-4094-0547-4.
- (EN) Toby Lelyveld, Shylock on stage /by Toby Lelyveld, Londra, Ed. Routledge & Kegan Paul, 1961.
- (EN) Henry Irving e Joseph Hatton, Henry Irving's impressions of America / narrated in a series of sketches, chronicles, and conversations by Joseph Hatton, Londra, Sampson Low, Marston, Searle, & Rivington, 1884.
- (EN) Andrew G. Bonnell, Shylock in Germany : antisemitism and the German theatre from the enlightenment to the nazis / Andrew G. Bonnell, Londra,New York, Tauris Academic Studies, 2008, ISBN 978-1-84511-557-9.
- (EN) Kenneth Sprague Rothwell, A history of Shakespeare on screen : a century of film and television / Kenneth S. Rothwell, Cambridge, Cambridge University Press, 2004, ISBN 0-521-54311-8.
- (EN) Howard Jacobson, Shylock Is My Name, Londra, Hogarth Press, 2016.

### Pubblicazioni
- Esther Menascé, Shylock: Genesi, apogeo ed escorizzazione del mito, in Studi di Letteratura Francese, vol. 16, Firenze, L. S. Olschki., 1º gennaio 1990,  pp. 138-139, 1298083890. URL consultato il 28 febbraio 2016.
- (EN) David J Goldberg, The Jews of Venice, in History Today, vol. 30, n. 6, Londra, History Today Ltd., 1º giugno 1980. URL consultato il Lunedì 29 Febbraio 2016.
- (EN) Andrew G. Bonnell, Shylock and Othello under the Nazis, in German Life and Letters, Vol. 63 n.2, Blackwell Publishing, 5 marzo 2010, DOI:10.1111/j.1468-0483.2010.01490.x. URL consultato il 12 marzo 2016.
- (EN) Valerie Wayne, Review of Te Tangata Whai Rawa o Weniti, The Maori Merchant of Venice, in The Contemporary Pacific, vol. 16, n. 2,  pp. 425-429. ISSN 1043-898X (WC · ACNP)
- (FR) Estelle Rivier, Réécriture des pièces de Shakespeare : l'enjeu de la modernité ?, in Revue LISA/LISA e-journal. Littératures, Histoire des Idées, Images, Sociétés du Monde Anglophone – Literature, History of Ideas, Images and Societies of the English-speaking World, Vol. VI – n° 3, 1º marzo 2008, DOI:10.4000/lisa.409. URL consultato il 9 marzo 2016.

### Siti Internet
- Museo Ebraico Venezia - il ghetto, su museoebraico.it. URL consultato il 29 febbraio 2016.
- The Booth Research Center : Research : Historical Society of Harford County, su harfordhistory.net. URL consultato il 15 marzo 2016 (archiviato dall'url originale il 19 gennaio 2016).
- Shakespeare goes Maori, in BBC, 4 dicembre 2001. URL consultato il 15 marzo 2016.